# Bahamas nos Jogos Olímpicos de Verão de 1992
As Bahamas competiram nos Jogos Olímpicos de Verão de 1992 em Barcelona, Espanha.

## Medalhistas

### Bronze
- Frank Rutherford — Atletismo, Salto triplo masculino

## Resultados por Evento

### Atletismo
Salto triplo masculino
- Frank Rutherford
  - Classificatória — 17,28 m
  - Final — 17,36 m (→  Medalha de Bronze)

- Wendell Lawrence
  - Classificatória — 16,70 m (→ não avançou)

- Norbert Elliot
  - Classificatória — 15,85 m (→ não avançou)

Salto em distância masculino
- Craig Hepburn
  - Classificatória — 7,89 m (→ não avançou)

### Natação
50 metros livre masculino
- Allan Murray
  - Eliminatórias – 23.55 (→ não avançou, 21º lugar)

100 metros livre masculino
- Allan Murray
  - Eliminatórias – 52.43 (→ não avançou, 43º lugar)

100 metros costas masculino
- Timothy Eneas
  - Eliminatórias – 1:03.10 (→ não avançou, 48º lugar)

100 metros borboleta masculino
- Timothy Eneas
  - Eliminatórias – 1:00.11 (→ não avançou, 59º lugar)

### Tênis
Simples Masculino
- Roger Smith
  - Primeira rodada — Perdeu para Andrei Cherkasov (Equipe Unificada) 1-6, 0-6, 6-3, 1-6

Duplas Masculino
- Roger Smith e Mark Knowles
  - Primeira rodada — Perderam para John Fitzgerald e Todd Woodbridge (Austrália) 2-6, 3-6, 7-6, 6-4, 3-6